# Eutelia obliquata
Eutelia obliquata là một loài bướm đêm trong họ Noctuidae.